# Говард, Чарльз, 10-й герцог Норфолк
Чарльз Говард (англ. Charles Howard; 1 декабря 1720 — 31 августа 1786) — английский аристократ, 10-й герцог Норфолк, 10-й граф Суррей, 8-й граф Норфолк и 5-й граф-маршал Англии с 1777 года, писатель.

## Биография
Чарльз Говард родился 1 декабря 1720 года. Он был сыном Генри Говарда (умер в 1730) и Мэри Олвард (умерла в 1747), правнуком Генри Говарда, 22-го графа Арундела (1608—1652). После смерти своего кузена Эдуарда Говарда в 1777 году Чарльз унаследовал титул 10-го герцога Норфолка и должность графа-маршала Англии.
Герцог издал ряд книг:
- Consideration on the Penal Laws against Roman Catholics in England and teh new-acquired Colonies in America (1764);
- Thoughts, Essays and Maxims, chiefly Religious and Political (1768);
- Anecdotes of the Howard Family (1769);
- The Memorial of Charles Howard Esq of Greystock.

С 8 ноября 1739 года Чарльз Говард был женат на Кэтрин Брокхолс, дочери Джона Брокхолса. В этом браке родились двое детей:
- Мэри (июнь 1740 — ноябрь 1770), жена Эразма Дарвина, прабабка Чарльза Дарвина;
- Чарльз (15 марта 1746 — 16 декабря 1815), 11-й герцог Норфолк[1][4].